# Cuisine de Chaozhou

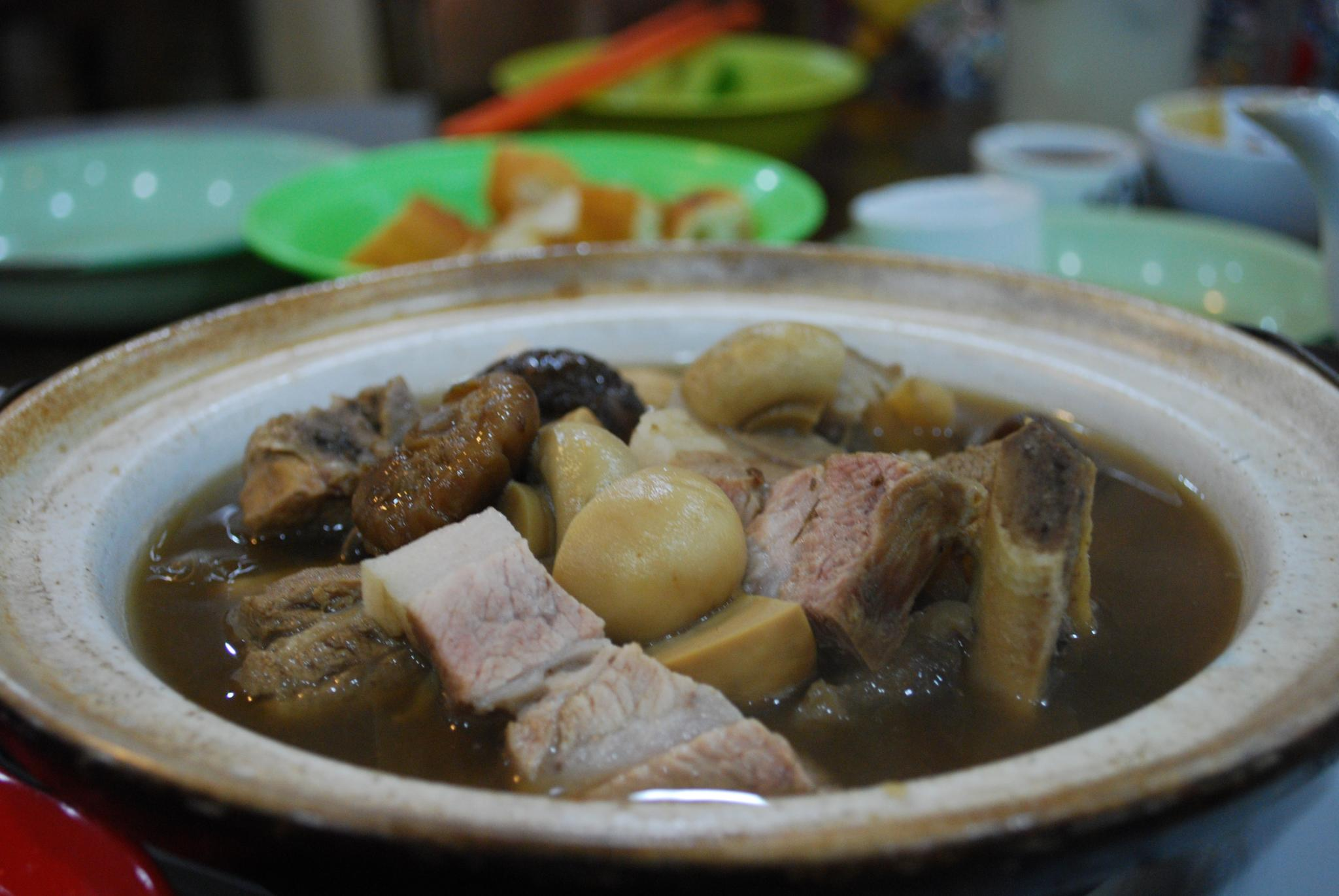
Bak kut teh, soupe de viande mijotée aux épices.

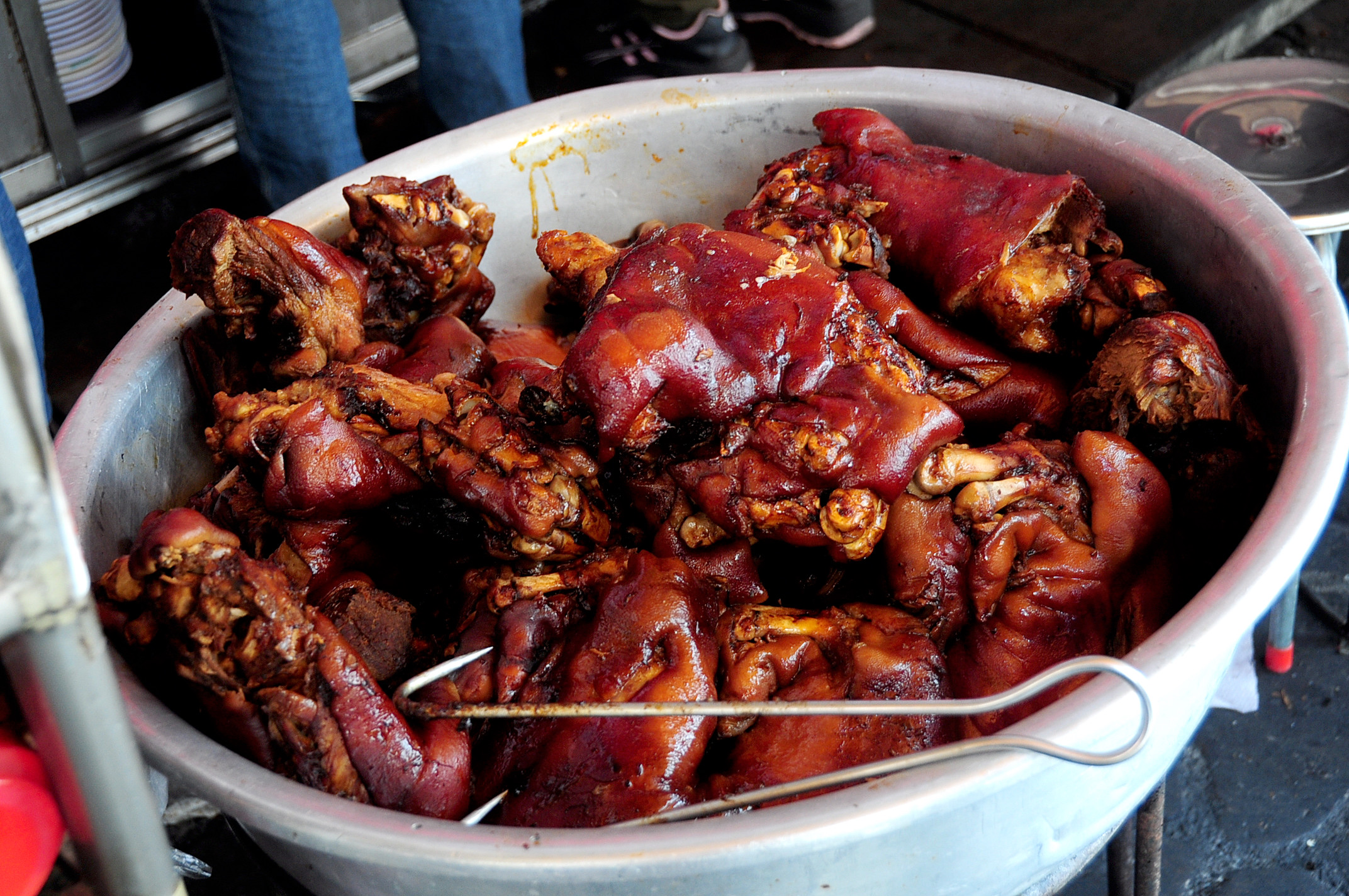
Pieds de porc braisés.

La cuisine de Chaozhou (chinois : 潮州菜 ; pinyin : cháozhōu cài ; peng'im : dio7ziu1 cai3) ou cuisine de Chaoshan est originaire de la région de Chaoshan dans l'Est de la province du Guangdong. Elle ressemble à la cuisine du Fujian, certains plats sont d'ailleurs communs aux deux cuisines. Cela peut s'expliquer par les similitudes entre la culture et la langue de Chaoshan et celles du Fujian (langue min) ainsi que leur proximité géographique. Toutefois, elle est aussi influencée par la cuisine cantonaise dans son style et les techniques utilisées.

## Dénomination
Cette cuisine est parfois appelée « cuisine teochew », retranscription de chaozhou en langue teochew.
La langue dominante de la province du Guangdong est le cantonais et les contacts entre Cantonais et Teochew sont courants dans la diaspora chinoise ; cette cuisine est ainsi parfois appelée « cuisine chiuchow ». En chinois, on utilise parfois le diminutif : 潮菜, cháocài.

## Ingrédients

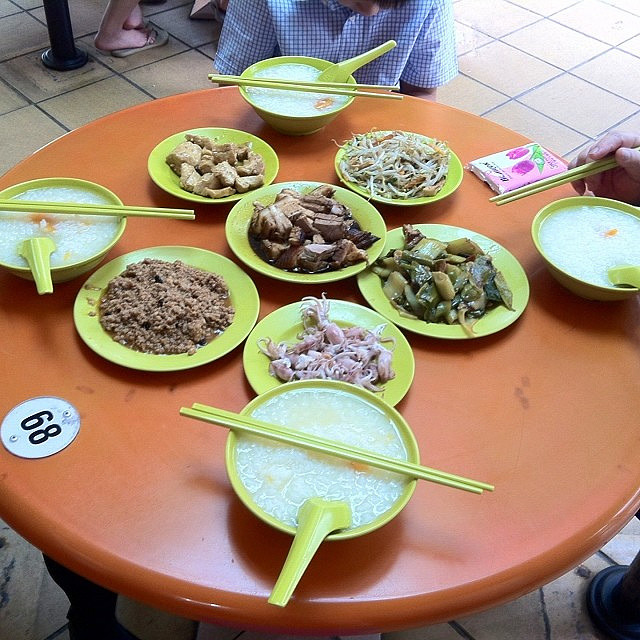
Porridge de riz servi avec des accompagnements

La cuisine de Chaozhou est réputée pour ses mets à base de fruits de mer et certains de ses plats végétariens. L'usage des assaisonnements y est plus modéré que dans les autres cuisines chinoises. La fraîcheur et la qualité des ingrédients est essentielle pour apporter goûts et saveurs.
Les plats sont servis avec du riz, des nouilles, mais aussi du porridge de riz (潮州糜, peng'im : dio7ziu1mue5). Le porridge de riz teochew est différent de son équivalent cantonais : le premier contient beaucoup d'eau et les grains de riz reposent au fond du bol alors que le second ressemble davantage à un gruau de riz.
La sauce shacha (沙茶醬, shāchá jiàng, peng'im : sa1dê7ziên3) est un condiment salé et légèrement pimenté de la cuisine du Fujian et de Taïwan et est aussi associée à la cuisine de certaines communautés teochew. Elle est préparée à partir d'huile de soja, d'ail, d'échalote, de piment, de barbue et de crevettes séchées. Cet ingrédient a de nombreux usages : il peut servir de base à des soupes, de marinade sèche pour le barbecue, d'assaisonnement pour des plats sautés et de trempette, notamment pour les fondues asiatiques.
En plus de la sauce soja présente dans toutes les cuisines chinoises, la cuisine de la diaspora teochew (principalement des Teochews de la péninsule indochinoise) incorpore de la sauce de poisson. Elle est utilisée en tant qu'assaisonnement dans les soupes et parfois en tant que trempette, notamment pour les rouleaux de printemps.

## Techniques de préparation

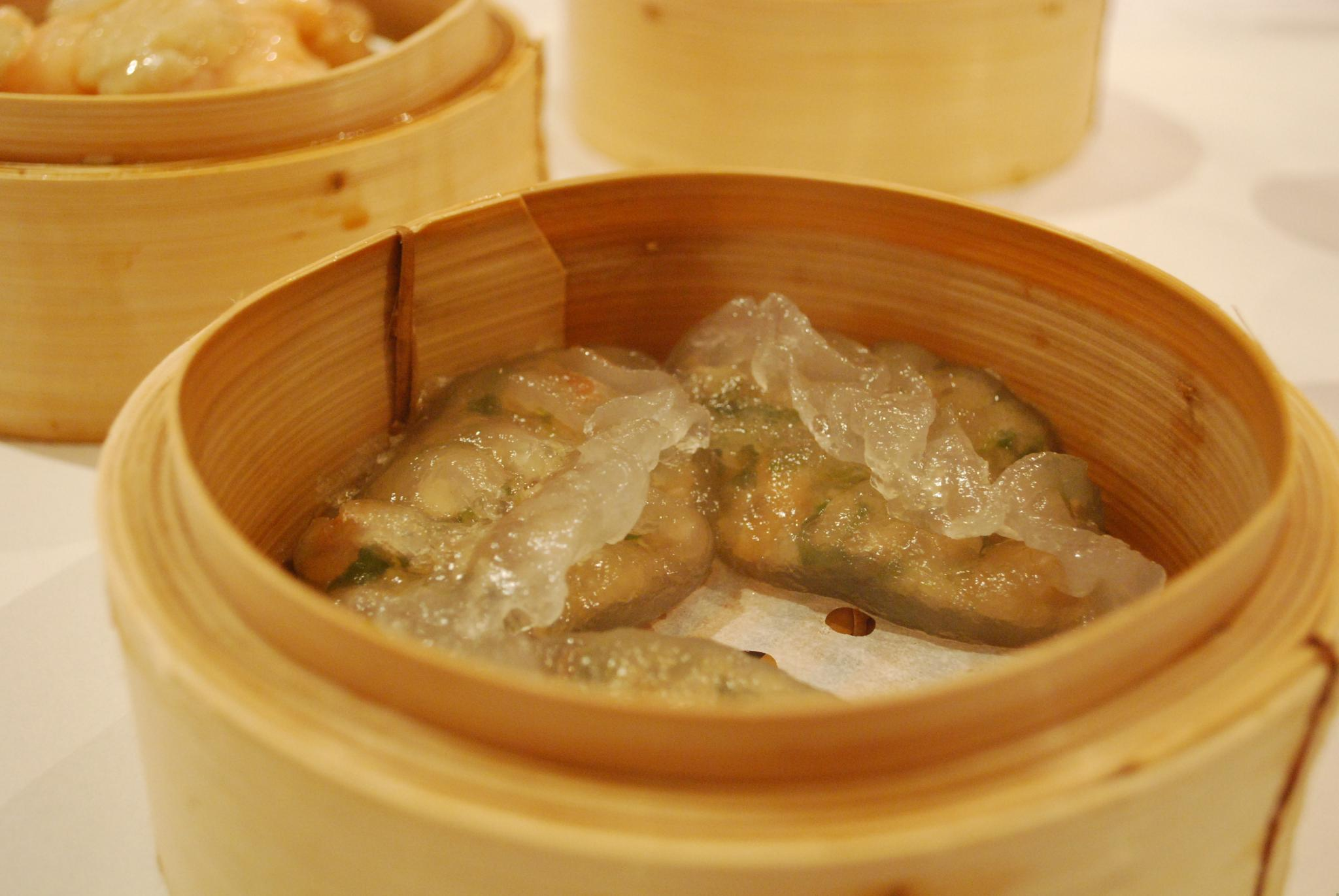
Raviolis hunggue cuits à la vapeur

L'accent est mis sur des techniques de cuisson délicates, le pochage, la cuisson à la vapeur, le braisage, bien que certains plats soient plus ordinairement sautés dans une petite quantité d'huile.
Les chefs teochew utilisent souvent un bouillon particulier qualifié de « supérieur » (上湯, shàngtāng). Il reste constamment sur le feu et on y rajoute de l'eau pour le reconstituer au fur et à mesure qu'on en utilise. Certains chefs de Hong Kong ont affirmé qu'ils utilisaient le même bouillon supérieur conservé depuis des décennies[réf. nécessaire]. Ce bouillon est d'ailleurs présenté dans des émissions culinaires teochew.
Les chefs teochew sont fiers de leur dextérité lors de la découpe des légumes ; ainsi, les légumes sculptés garnissent souvent les plats servis froids sur les tables des banquets.

## Service

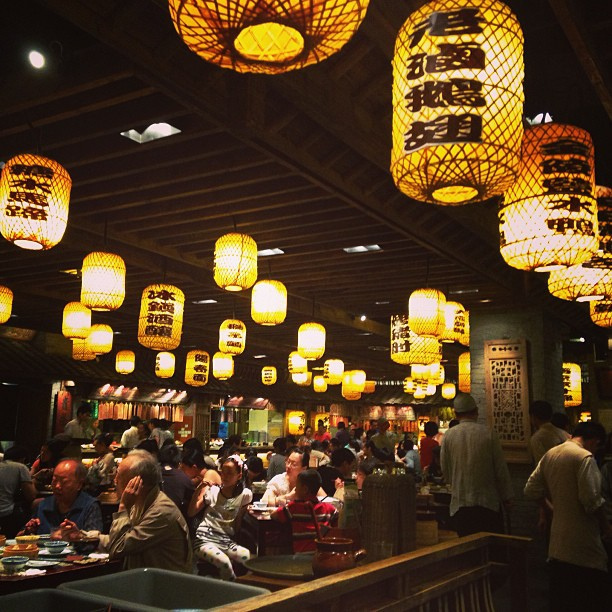
Collation de nuit

Les restaurants teochew servent un thé oolong très fort appelé Tieguanyin dans de minuscules tasses avant et après le repas. Préparé selon la méthode du gong fu cha, il a un goût doux-amer, familièrement qualifié de gam1gam1 (甘甘, gāngān). Contrairement aux menus d'autres cuisines chinoises, les restaurants teochew proposent souvent des desserts sur leur carte.
Le banquet (食桌, peng'im : ziah8doh4, « manger au banquet ») est un élément remarquable de la cuisine teochew. Une multitude de plats est servie parmi lesquels la soupe d'aileron de requin, la soupe de nid d'hirondelle, du homard, du poisson cuit à la vapeur, du cochon de lait rôti et de l'oie braisée.
La cuisine de Chaozhou est aussi connue pour un encas consommé au cours de la nuit (夜宵, yèxiāo, peng'im : men5 siao1 ou 打冷, dǎléng, cantonais Jyutping : daa1 laang5). Vers minuit, les teochew apprécient de prendre une collation dans des restaurants ou sur des stands. Certains restent ouvert jusqu'à l'aube.
Beaucoup de chinois originaires de Chaoshan (teochew nang) se sont installés en Asie du Sud-Est, en particulier à Singapour, à Hong Kong, au Cambodge, en Thaïlande, au Vietnam. Il y a aussi une grande diaspora de personnes ayant vécu dans les pays d'Asie du Sud-Est aux États-Unis, notamment dans l'état de Californie, et en France. Leur influence se fait sentir dans la cuisine singapourienne ainsi que dans celles des autres régions asiatiques.

## Spécialités

### Viandes

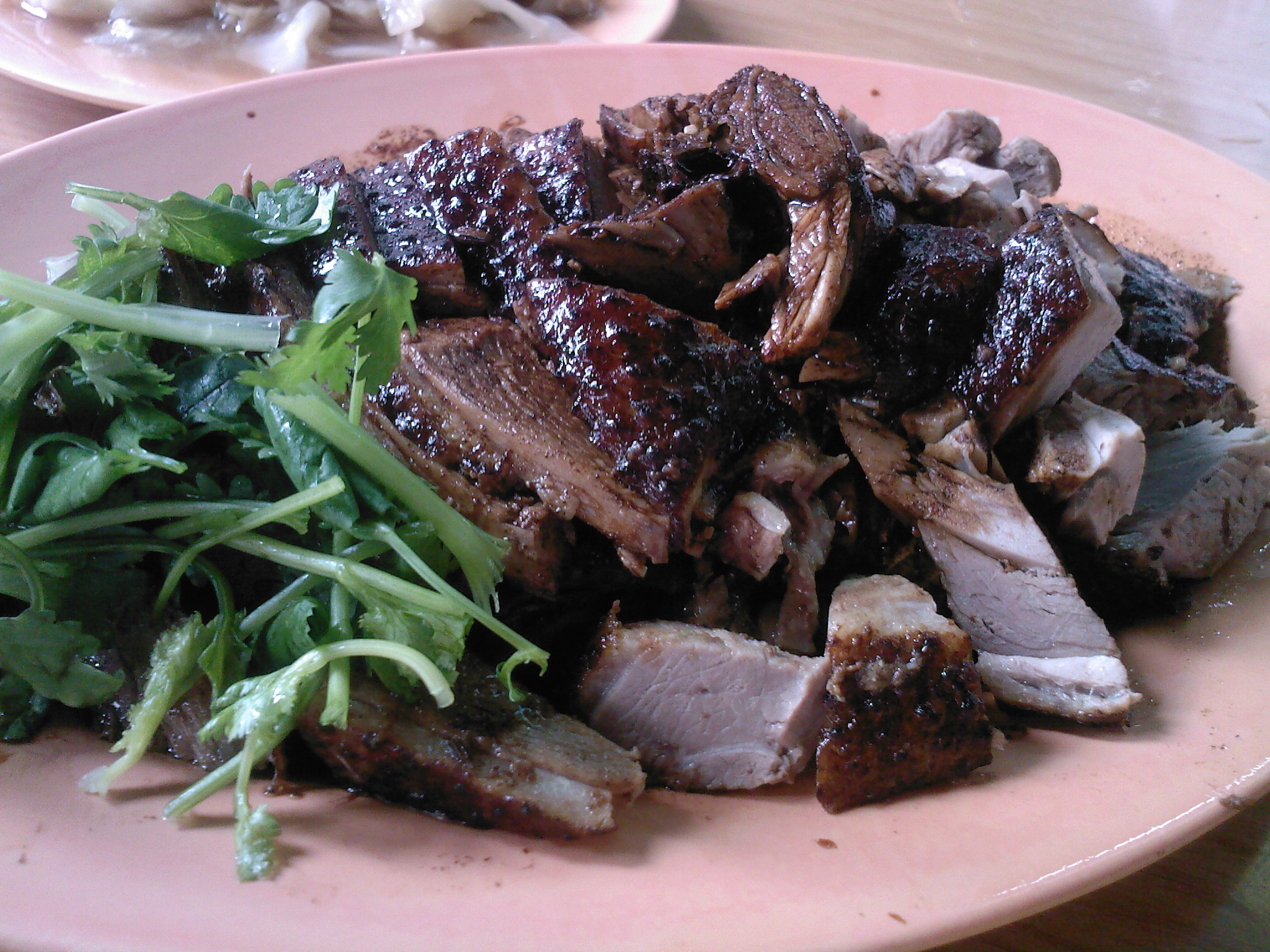
Canard braisé.

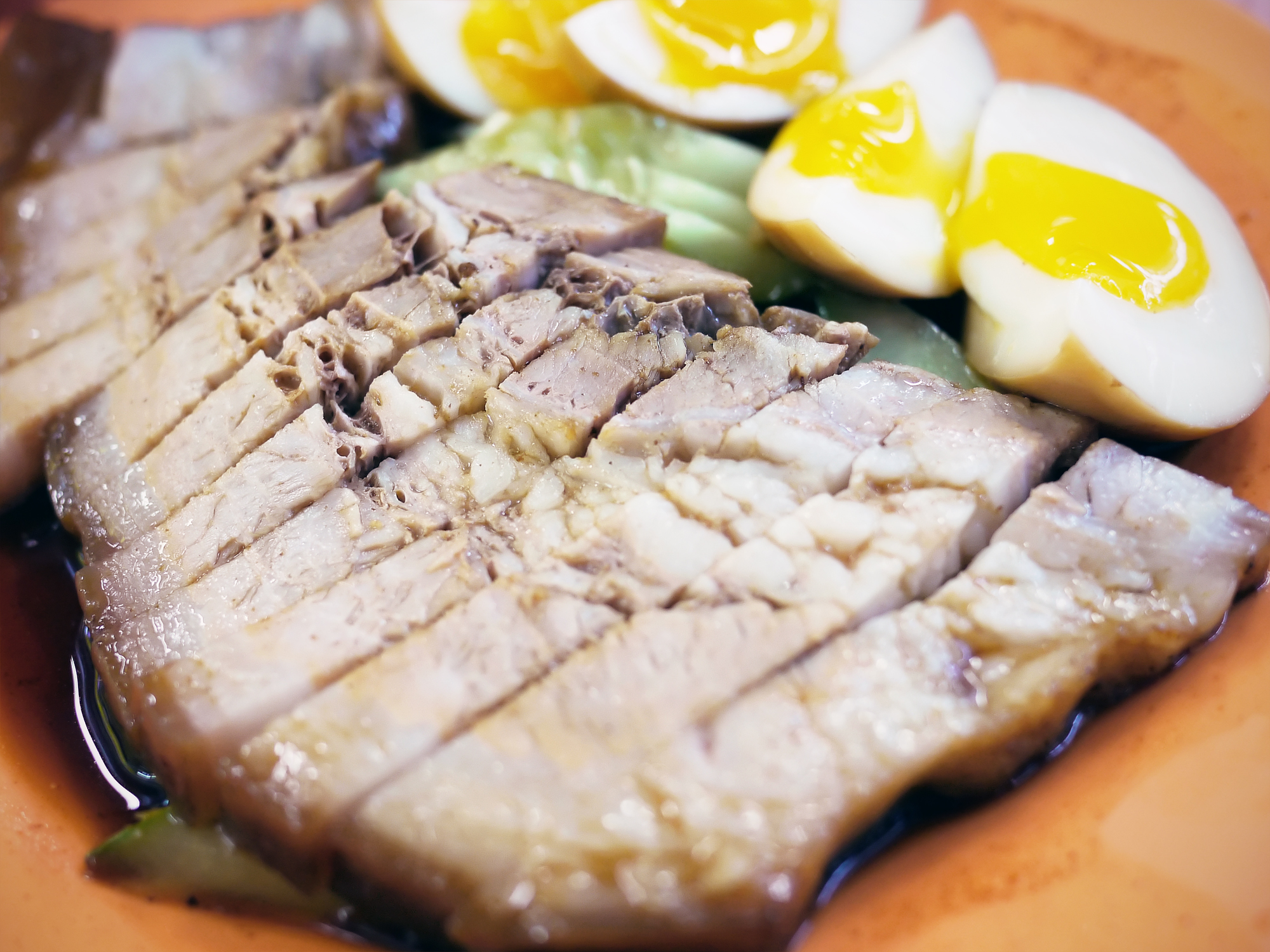
Porc braisé avec des œufs.

#### Braisées
- Pieds de porc en gelée (猪脚凍, zhūjiǎo dòng, peng'im : de1ka1dang5) : pieds de porc braisés, tranchés et servis froids ;
- Viandes braisées à la sauce soja (滷肉, lǔròu, peng'im : lou6bhah4) : notamment de l'oie, du canard, du porc, du tofu et des abats.

#### Volailles
- Oie à la vapeur (炊鵝, chuī é, peng'im : cuê1gho5) ;
- Poulet chaozhou (潮州鶏, cháozhōu jī, peng'im : dio7ziu1goi1) servi en tranches.

#### En soupe
- Bak kut teh (肉骨茶, ròugǔchá, peng'im : bhah4gug8dê5) : une soupe copieuse de travers de porc dans un bouillon complexe d'herbes, d'épices et d'os de porc mijoté pendant des heures. Le bak kut teh est particulièrement populaire en Asie du Sud-Est, à Singapour et en Malaisie où il fut apporté par la diaspora chinoise ;
- Fondue chaozhou (暖爐, peng'im : ruêng3lou5/zuang lou ; 焯爐, peng'im : cog8lou5 ; 潮州火鍋, cháozhōu huǒguō) : des ingrédients frais et finement tranchés sont mis à cuire dans un savoureux bouillon frémissant et trempés dans diverses sauces, généralement de la sauce shacha et de la sauce soja. Les ingrédients incluent des légumes-feuilles, de l'igname, du tofu, de l'aileron et d'autres fruits de mer, des boulettes de bœuf, de poisson et de porc, des champignons, des nouilles chinoises entre autres. Ce plat est servi dans une grande marmite commune placée au centre de la table ;
- Soupe d'abats de porc (en) (猪雜湯, zhūzátāng, peng'im : de1zab4teng1) ;
- Soupe de canard aux légumes salés (鹹菜鴨湯, xiáncài yātāng, peng'im : giam7cai3 ah8teng1) : une soupe de canard bouilli avec des légumes salés, des tomates et des prunes salées.

### Produits de la mer

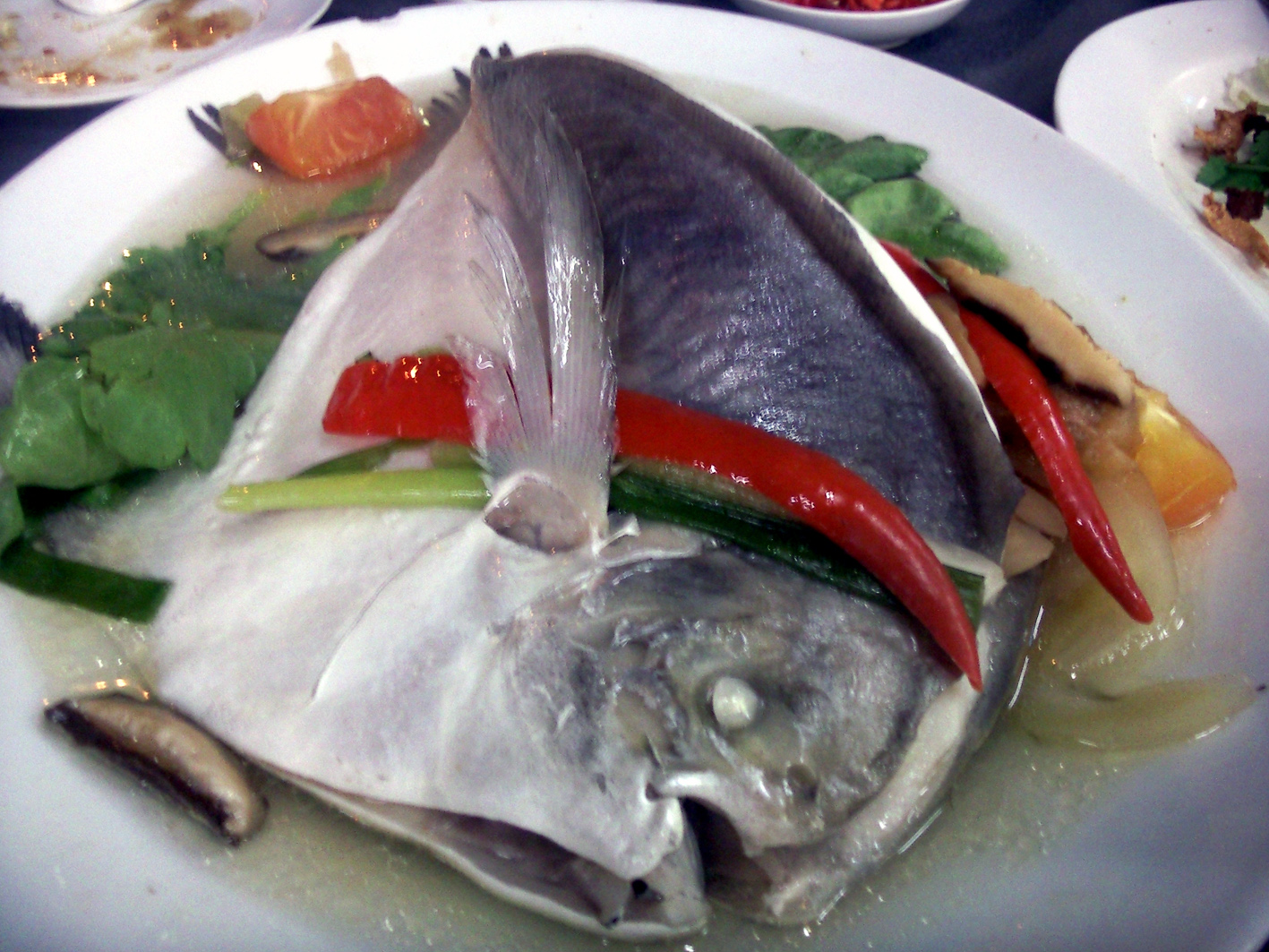
Aileron cuit à la vapeur.

- Aileron à la vapeur (炊鯧魚, chuī chāngyú, peng'im : cuê1cion1he5) : cuit avec des légumes salés, du saindoux et des prunes salées ;
- Boulettes de poisson (魚丸, yúwán, peng'im : he7in5), gâteaux de poisson (鱼粿, yúguǒ, peng'im : he7guê2), raviolis de poisson (魚餃, yújiǎo, peng'im : he7giao2) : pâte de poisson façonnée pour former des boulettes, des gâteaux et des bouchées qui peuvent être bouillis ou frits et souvent servis avec des nouilles en soupe ;
- Crabe froid chaozhou (潮州冷蟹, cháozhōu dòngxiè, peng'im : dio7jiu1 ngang3hoin6) : crabe entier cuit à la vapeur et servi froid. La variété de crabe la plus souvent utilisée est Charybdis feriata ;
- Omelette aux huîtres (蠔烙, háolào, peng'im : o7luah4) : galette en fécule de tapioca recouverte d'une omelette et d'huîtres ;
- Yusheng (魚生, yúshēng, peng'im : he7sên1) : salade de poisson cru dont les ingrédients typiques sont : du saumon frais, du radis blanc, de la carotte, du poivron rouge, du gingembre, des feuilles de kaffir, du persil chinois, des cacahuètes hachées, des graines de sésame grillées, des chips de crevettes ou des crevettes frites et du cinq épices, accompagné d'une sauce à base de prunes. Elle est servie traditionnellement comme apéritif pour attirer la bonne fortune pour la nouvelle année et est habituellement consommée durant le 7e jour du Nouvel an chinois.

### Nouilles et riz

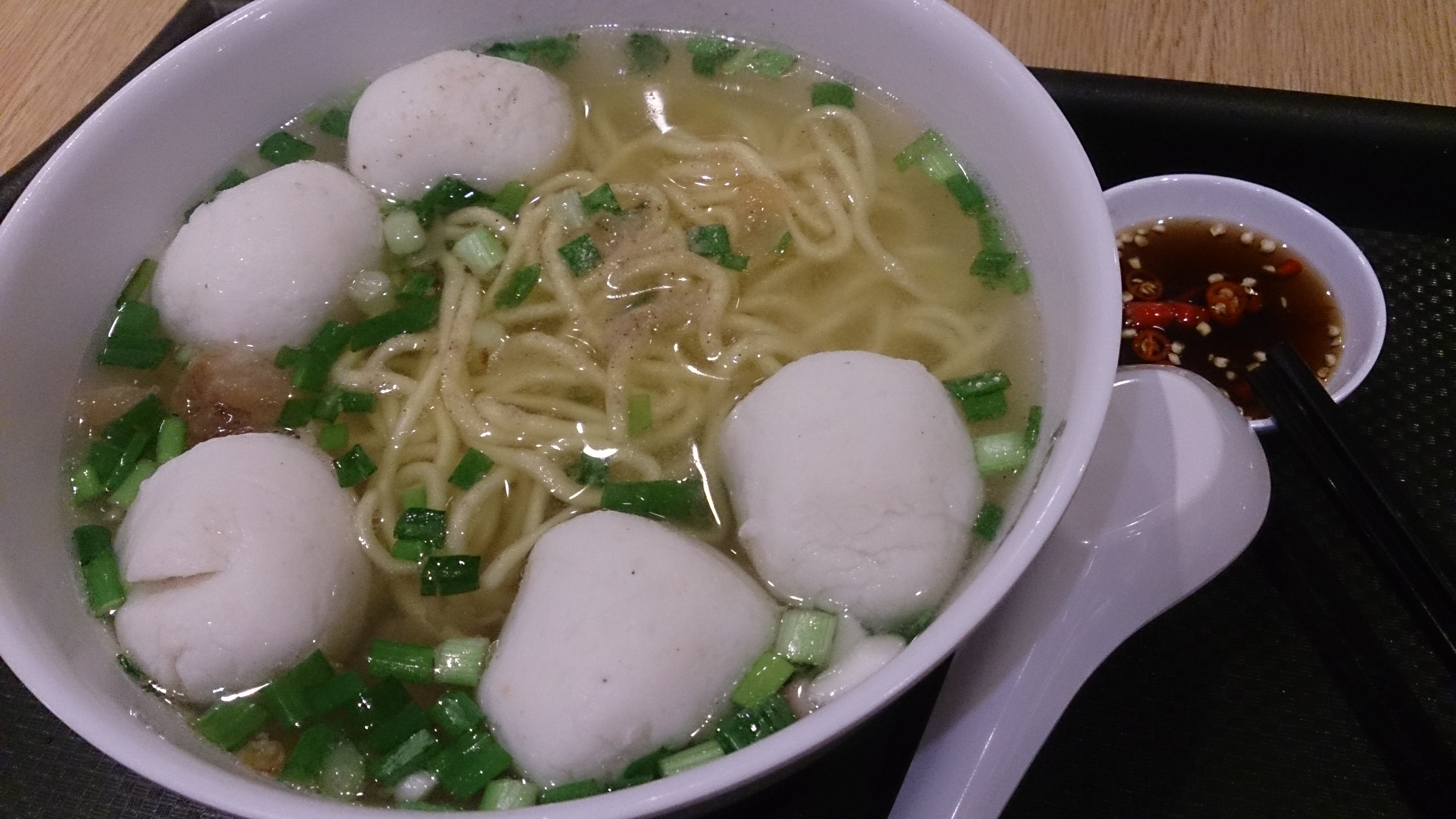
Nouilles aux boulettes de poisson.

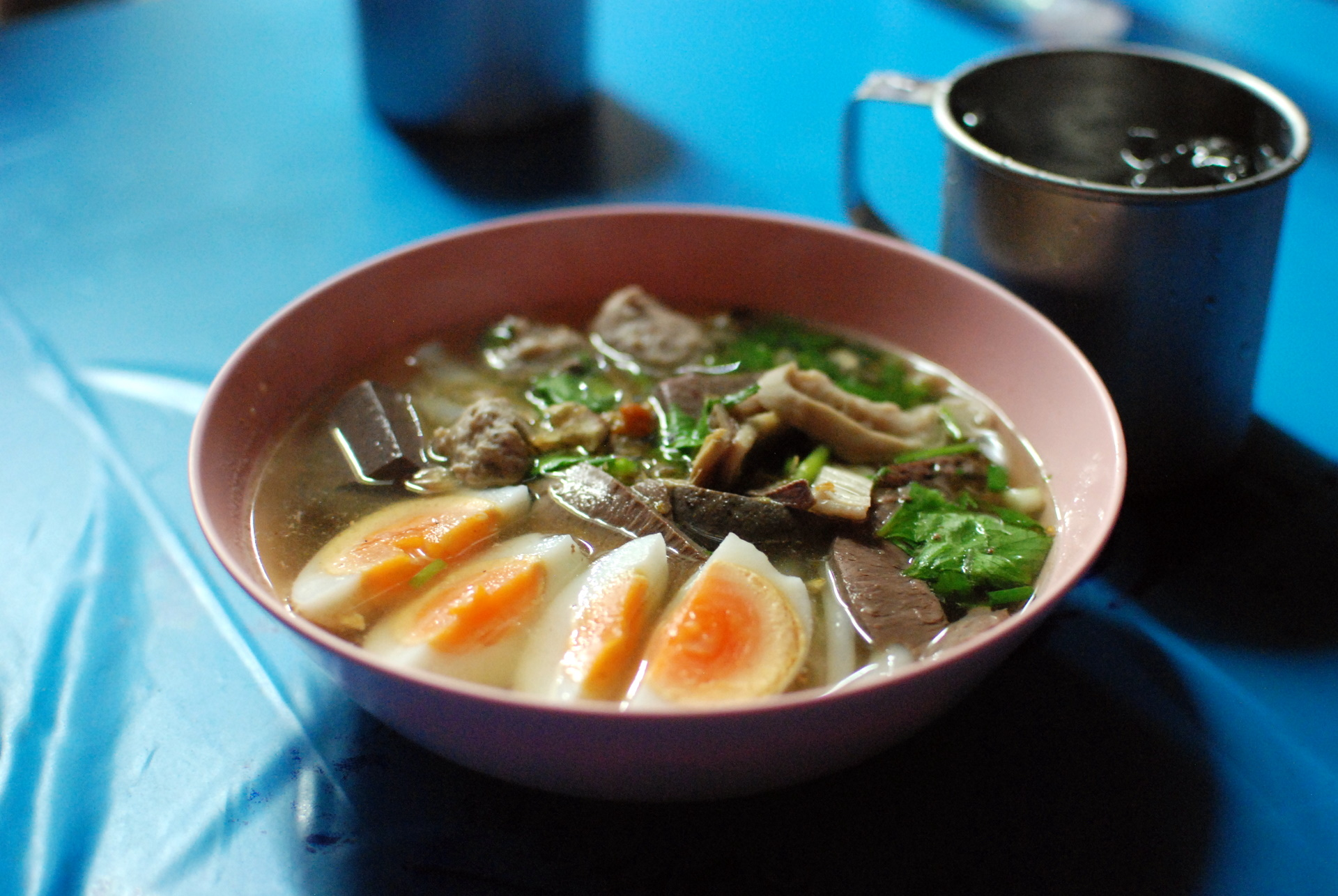
Kueh chap.

- Bak chor mee (肉脞麵, ròucuǒ miàn, peng'im : bhah8co3 min7) : des nouilles sans soupe, mélangées à une variété de sauces, de la sauce soja, de la sauce au piment et du lard, garnies de légumes, d'oignon émincé, de viande porc hachée, de champignons et de boulettes de poisson ;
- Kueh chap (粿汁, guǒzhī, peng'im : guê6zab4) : un plat de nouilles de riz larges et plates servies dans une soupe de sauce soja noire, garni d'abats de porc, de viande de canard braisé, de tofu sous diverses formes, de légumes salés conservés et d'œufs durs braisés ;
- Mee pok (麵薄, miànbáo, peng'im : min7boh8) : un plat de nouilles servi avec du porc émincé, des champignons braisés, des boulettes de poisson, des raviolis, de la sauce et d'autres garnitures ;
- Porridge de riz (潮州糜, Cháozhōu zhōu, peng'im : Teochew mue) : une soupe de riz qui est plus liquide que la version cantonaise. Il est couramment servi avec divers accompagnements salés tels que des légumes salés (咸菜, xiáncài, peng'im : giem7cai3), du radis blanc conservé (菜脯, càifǔ, peng'im : cai2bou2), des œufs de cane salés (咸卵, xiánluǎn, peng'im : giem7nng6), du poisson frit salé et des cacahuètes frites ;
- Soupe de nouilles aux boulettes de poisson (魚丸麵, yúwán miàn, peng'im : he7in7min7): des nouilles de blé aux œufs ou de riz servies, soit dans un bouillon léger de poisson, soit sautées avec des boulettes de poisson, des pousses de soja et de la laitue ;
- Soupe de nouilles chaozhou (潮州粿條, cháozhōu guǒtiáo, peng'im : dio7ziu1guê6diao5) : une soupe de nouilles typique de cette cuisine, qui est aussi particulièrement populaire au Vietnam et au Cambodge (connue respectivement sous les noms hủ tiếu et គុយទាវ, kuy teav) grâce au flux d'immigrants chinois. C'est un plat de nouilles de blé aux œufs ou de fines nouilles de riz dans une soupe délicate et parfumée avec des boulettes de viandes, diverses viandes, des fruits de mer (de la crevette par exemple), des tranches de gâteau de poisson frites, des œufs de caille, du chou chinois blanchi et parfois des abats. Le bouillon est typiquement préparé à partir d'os de porc ou de poulet et de seiche séchée. Juste avant de servir, il est garni d'ail et d'échalotes émincés frits, de ciboule finement tranchée et de brins de coriandre. Pour ceux qui apprécient leur soupe de nouilles avec une dimension supplémentaire, les ingrédients peuvent être trempés dans de la sauce shacha ou de l'huile piquante.

### Ravioles, gâteaux de riz et galettes garnies

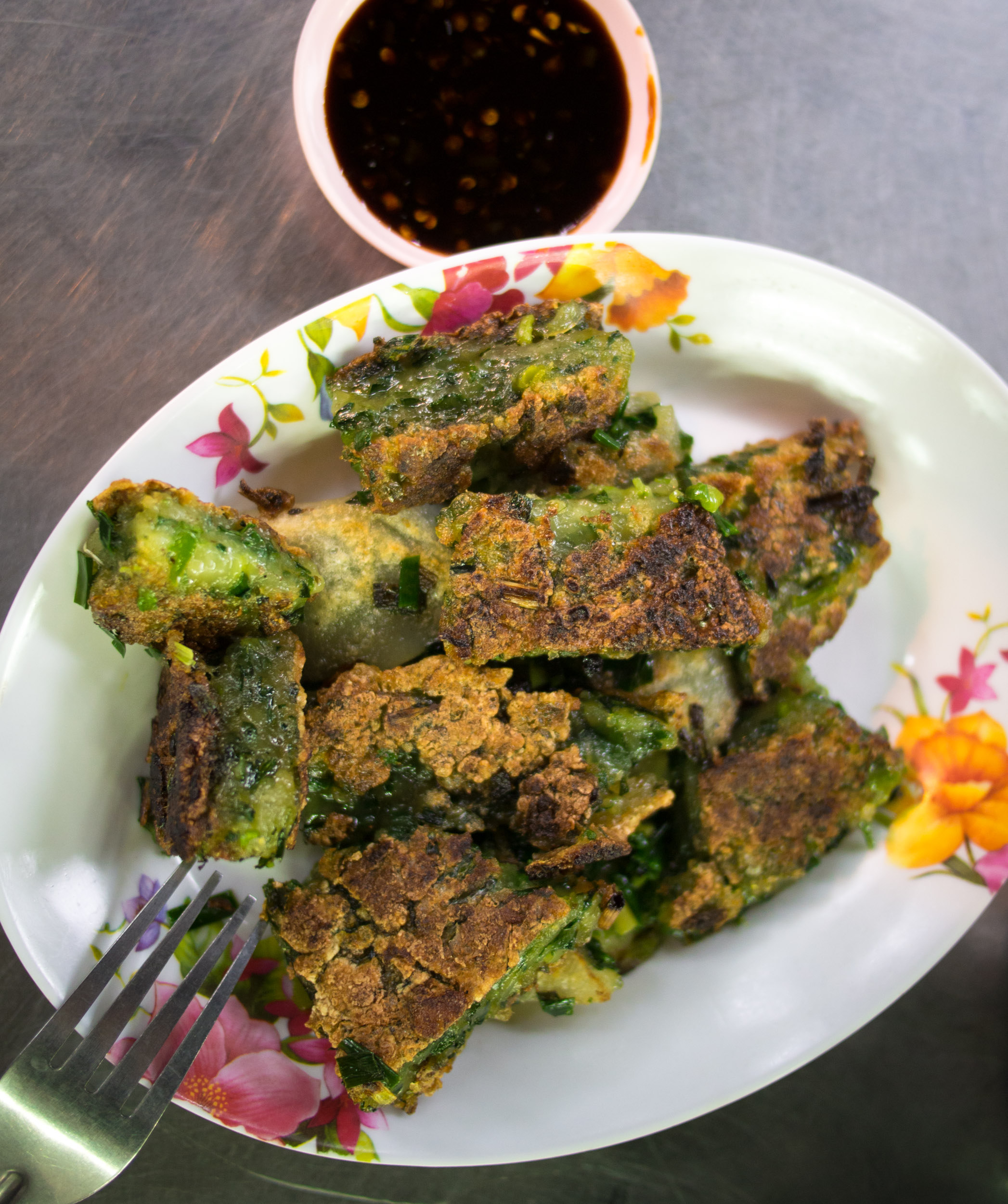
Gâteau de riz à la ciboule.

- Chai tow kway (菜頭粿, càitóu guǒ, peng'im : cai2tao7guê2) : gâteau salé frit fait de radis blanc et de farine de riz. On le fait sauter généralement avec de la sauce soja, des œufs, de l'ail, de la ciboule et parfois des crevettes séchées ;
- Chwee kueh (水粿, shuǐguǒ ; 炊粿, peng'im : cuê1guê2) : gâteau de riz cuit à la vapeur dans de petits récipients garnis de radis blanc salé ;
- Fun guo (粉餜, fěnguǒ, peng'im : hung6guê2) : type de raviolis à la vapeur. Ils sont habituellement farcis de radis séché, de pousses d'ail, de porc haché, de crevettes séchées, de champignons parfumés et de cacahuètes. La pâte à raviolis est constituée d'un mélange de farines et d'amidon ;
- Gâteau à la ciboule de Chine (韭菜餜, jiǔ cài guǒ, peng'im : gu6cai2guê2) : ils sont parfois grillés pour leur donner une texture croustillante ;
- Popiah (薄餅, báobǐng, peng'im : boh4bian2) : un pâté impérial non-frit habituellement consommé durant la fête de Qingming. La crêpe est molle, fine comme du papier et faite de farine de blé. La farce est principalement constituée de radis finement râpé et cuit à la vapeur ou sauté, de jicama cuisiné avec une combinaison de pousses de soja, de haricots verts, de feuilles de laitue, accompagnées de carottes râpées, de tranches de saucisse lah ciang (peng'im : lah4ciang5), de fines tranches de tofu frit, de cacahuète hachée, d'échalote frite et d'omelette déchiquetée. On prépare aussi des popiah au porc, à la crevette ou à la chair de crabe. On l'assaisonne d'une sauce sucrée-salée (souvent une sauce de fèves fermentées, un mélange de sauce soja, de sauce hoisin ou une sauce à base de pâte de crevettes ;
- Rouleau de peau de tofu à la viande (蝦卷, xiājuǎn, peng'im : hê7geng2 ; 燒卷, shāojuǎn, peng'im : sie1geng2 ; 五香, wǔxiāng, peng'im : ngo7hiang1) : une pâte de porc et de crevette (voire de poisson) parfumée au cinq épices, enveloppée dans une peau de tofu puis frit.

### Boissons et sucreries

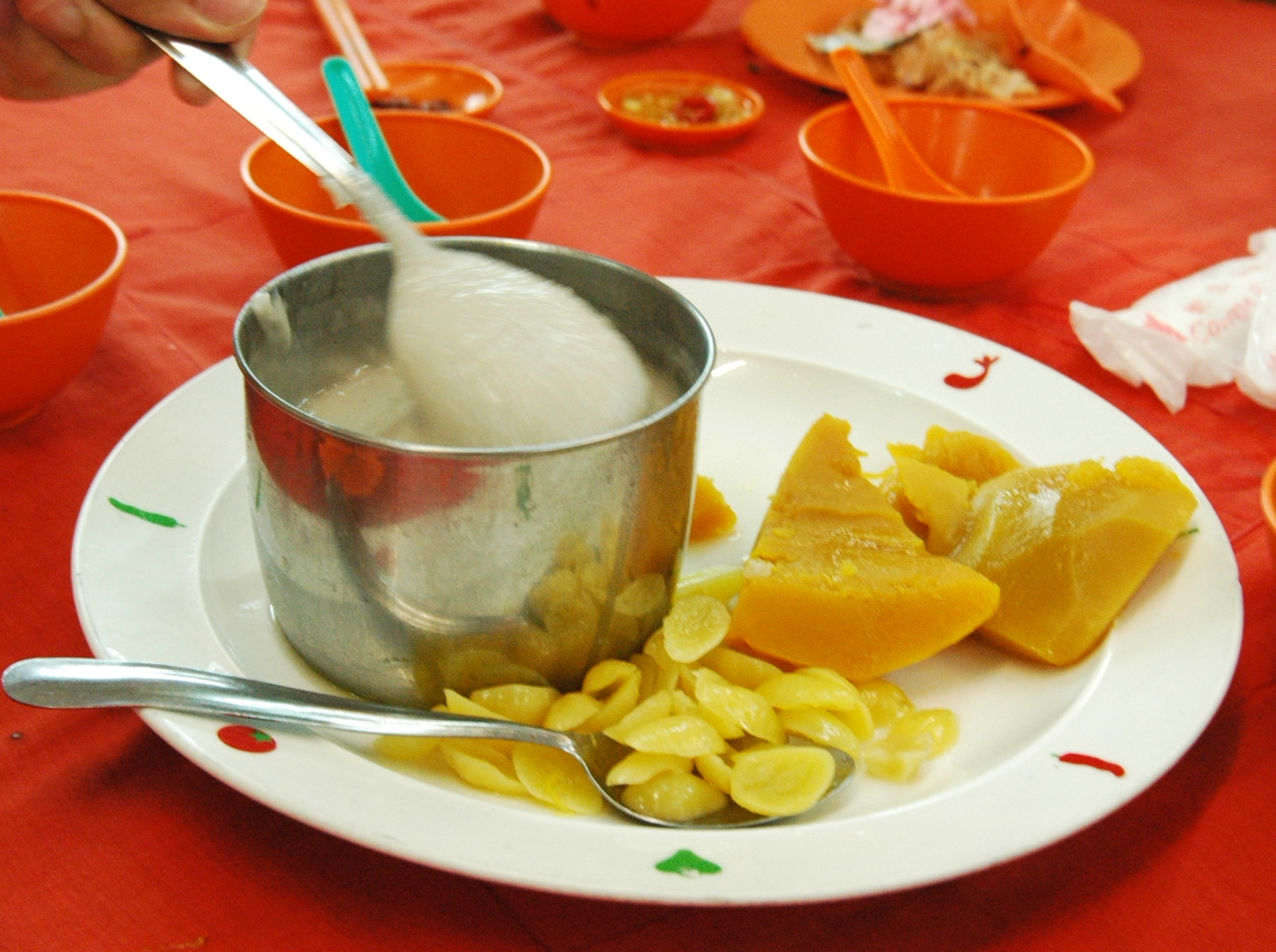
Pâte de taro.

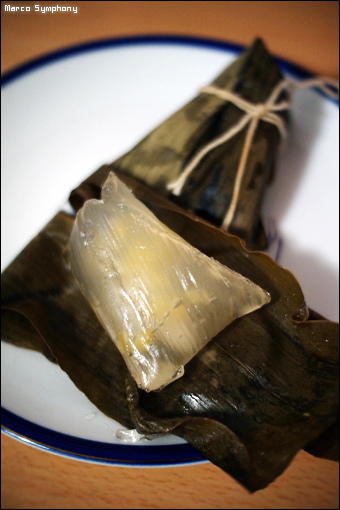
Bouchées cristal.

- Bouchées cristal (水晶包, shuǐjīng bāo, peng'im : zui6zian1bao1) : un dessert à la vapeur pouvant être farci de crème de lait (奶黃, nǎihuáng, peng'im : ni7ng1), de pâte de taro ou de pâte de haricot mungo ou azuki. Ils sont similaires aux mochis ;
- Purée de taro (芋泥, yùní, peng'im : ou7ni5) : un dessert traditionnel à base de taro. Ce dernier est cuit à la vapeur puis réduit en purée épaisse, formant la base du dessert. De la courge peut être ajoutée pour sucrer le dessert et rendre sa texture plus souple. Du saindoux ou de l'huile à l'oignon frit sont ajoutés pour le parfumer. Le dessert est traditionnellement sucré avec du sirop de châtaignes d'eau et servi avec des noix de gingko. Les versions modernes de ce dessert ajoutent de la crème de coco et du maïs doux. Ce dessert est couramment servi aux dîners banquets traditionnels comme dernier plat, marquant la fin du banquet ;
- Thé oolong (烏龍茶, wūlóng chá, peng'im : ou1lêng7dê5) : le thé Tieguanyin est l'un des thés locaux les plus populaires. Toutefois, les Teochews préfèrent le hong wang dan cong teh (鳳凰單丛茶, fènghuáng dāncóng chá, peng'im : hong7huang5duan1zang7dê5), un thé typiquement teochew.